# مارک کالن (بازیکن فوتبال)
مارک کالن (انگلیسی: Mark Cullen؛ زادهٔ ۲۱ آوریل ۱۹۹۲) یک بازیکن فوتبال اهل بریتانیا است.